# Polistes xathorrhoicus
Polistes xathorrhoicus är en getingart som beskrevs av Giordani Soika 1975. Polistes xathorrhoicus ingår i släktet pappersgetingar, och familjen getingar. Inga underarter finns listade i Catalogue of Life.